# Edgar Lorch
Edgar Raymond Lorch (22 juillet 1907 - 5 mars 1990) était un mathématicien suisse américain. Décrit par le New York Times comme "un chef de file dans le développement de la théorie des mathématiques modernes", il a été professeur de mathématiques à l'Université Columbia. Il a contribué aux domaines de la topologie générale, en particulier des espaces métrisables et de Baire, de la théorie des groupes de groupes de permutation et de l'analyse fonctionnelle, en particulier de la théorie spectrale, de la convexité dans les espaces de Hilbert et des anneaux normés.

## Biographie
Né en Suisse, Lorch émigre avec sa famille aux États-Unis en 1917 et devient citoyen américain en 1932. Il rejoint la faculté de l'Université de Columbia en 1935 et prend sa retraite en 1976, bien qu'il ait continué à écrire et à donner des conférences en tant que professeur émérite. Pour ses réminiscences de Szeged, Edgar R. Lorch reçoit à titre posthume en 1994 le Prix Halmos-Ford, avec Reuben Hersh comme éditeur.